# Alicia Yánez
Alicia Yáñez Cossío (født 10. december 1929 i Quito) er en prominent ecuadoriansk digter, novelleskriver og journalist.
| Biografi | Spire Denne biografi er en spire som bør udbygges. Du er velkommen til at hjælpe Wikipedia ved at udvide den. |